# Партизанска бригада „Георги Бенковски“
Партизанска бригада „Георги Бенковски“ е подразделение на Трета Пазарджишка въстаническа оперативна зона на НОВА по време на партизанското движение в България (1941 – 1944). Действа в района на Средна гора.
Първата партизанска група се сформира около с. Стрелча през лятото на 1942 г. През октомври 1942 г. от Стрелчанската и Панагюрската група се формират чети. След разрастване на 20 май 1943 г. прерастват в отряд „Георги Бенковски“. Командир на отряда е Лука Навущанов, политкомисар Цвятко Баров. 
През юли 1943 г. се обединява за съвместни действия с Ихтиманския партизански отряд, като двата отряда запазват отделни ръководства. Провеждат акция при връх Буная. Двата отряда се разделят след голям бой с полиция и жандармерия в местността „Конска поляна“ на 28 август 1943 г.
През есента на 1943 г. провежда акции в с. Душанци и с. Кръстевич. Зимува съвместно с чета „Бачо Киро“ от отряда „Чавдар“. Заедно извършват голяма акция на 24 март 1944 г., при която за кратко превземат гр. Копривщица. Отряда зимува в землянки под връх Богдан, в местността „Барикадите“ и местността „Фетенци“, северно от Панагюрище.
През юли 1944 г. отрядът прераства в бригада „Георги Бенковски“, съставена от четири дружини „Райна Княгиня“, „Божко Иванов“, „Тодор Каблешков“ и „Полска“. Командир е Иван Врачев, политкомисар Стоян Мичев., а началник-щаб Георги Момеков. През лятото на 1944 г. провежда 15 акции в Панагюрско, Пазарджишко и Пловдивско. Успешно проваля голяма полицейска блокада в района си на лагеруване.
На 9 септември 1944 г. партизаните от бригадата участват в установяването на властта на ОФ в гр. Копривщица, гр. Клисура и гр. Панагюрище.